# 류블린스코드미트롭스카야선
류블린스코드미트롭스카야선(러시아어: Любли́нско-Дми́тровская ли́ния)은 모스크바 지하철의 10호선이다. 23개 역에 길이는 38.3 km이다. 셀리게르스카야 역이 기점이며 자블리코보 역이 종점이다. 노선색은 연두색이다.

## 노선 개요
류블린스코드미트롭스카야선은 셀리게르스카야 역에서 출발해 자블리코보 역을 연결한다.

## 구간
| 구간                                     | 개통일           | 길이   |
| ---------------------------------------- | ---------------- | ------ |
| 치칼롭스카야 - 볼시스카야                | 1995년 12월 28일 | 12.1km |
| 볼시스카야 - 마리노                      | 1996년 12월 25일 | 5.4km  |
| 두브롭카                                 | 1999년 12월 11일 |        |
| 치칼롭스카야 - 트루브나야                | 2007년 8월 30일  | 3.7km  |
| 스레텐스키 불바르                        | 2007년 12월 29일 |        |
| 트루브나야 - 마리나 로샤                 | 2010년 6월 19일  | 3.5km  |
| 마리노 - 자블리코보                      | 2011년 12월 2일  | 4.5km  |
| 마리나 로샤 - 페트롭스코 라주몹스카야    | 2016년 9월 16일  | 4.4km  |
| 페트롭스코 라주몹스카야 - 셀리게르스카야 | 2018년 3월 22일  | 4.9km  |
| 총합:                                    | 23역             | 38.3km |

## 환승역
|  | 노선                               | 환승역                              |
|  | ---------------------------------- | ----------------------------------- |
|  | 소콜니체스카야 선                  | 스레텐스키 불바르                   |
|  | 자모스크보레츠카야 선              | 자블리코보                          |
|  | 아르바츠코 포크롭스카야 선         | 치칼롭스카야                        |
|  | 콜체바야 선                        | 치칼롭스카야                        |
|  | 칼루시스코 리시스카야 선           | 스레텐스키 불바르                   |
|  | 타간스코 크라스노프레스넨스카야 선 | 크레스티얀스카야 자스타바           |
|  | 칼리닌스코 솔른쳅스카야 선         | 림스카야                            |
|  | 세르푸홉스코 티미랴젭스카야 선     | 트루브나야, 페트롭스코 라주몹스카야 |